# Времеплов (новела)
Времеплов (енгл. The Time Machine) је дистопијско-постапокалиптичка научнофантастична новела Херберта Џорџа Велса из 1895. године, о викторијанском научнику познатом као Путник кроз време који путује отприлике 800.806 година у будућност. Ово дело се сматра заслужним за популаризацију концепта путовања кроз време коришћењем возила или уређаја које омогућава одабир путовање унапред или уназад кроз време. Термин „time machine” (срп. временска машина), који је сковао Велс, данас се скоро универзално користи за означавање таквог возила или уређаја.
Користећи форму приче унутар приче смештену у тадашњу викторијанску Енглеску, Велсова новела се фокусира на препричавање путовања анонимног Путника кроз време у далеку будућност. Као дело будуће историје и спекулативне еволуције, Времеплов се у модерним временима тумачи као коментар све веће неједнакости и класних подела Велсове ере, коју он пројектује као повод за настајање две одвојене људске врсте: поштених, детињастих Елоиа и дивљих, мајмуноликих Морлока, далеких потомака савремених виших и нижих класа, респективно. Верује се да је Велсов приказ Елоиа као расе која живи у изобиљу и небризи инспирисан утопијским љубавним романом Вести ниоткуда (1890), иако је Велсов универзум у роману знатно дивљи и бруталнији.
У свом предговору књизи из 1931. године, Велс је написао да се Времеплов чини као „веома преддипломски перформанс свог сада већ зрелог писца, када се још једном погледа”, иако наводи да „писац не осећа кајање због овог младалачког труда”. Међутим, рецензенти су похвалили како се новела бави својим тематским питањима, а критичарка Марина Ворнер је написала да је књига пружила најзначајнији допринос разумевању фрагмената жеље пре Тумачења снова Зигмунда Фројда, при чему је роман „[пренео] колико се осећао блиским меланхоличном трагаоцу за вратима која је једном отворио блиставој визији и која више никада није могао пронаћи”.
Времеплов је адаптиран у два истоимена дугометражна филма, као и две телевизијске серије, уз многе адаптације у форми стрипа. Такође је индиректно инспирисао многа друга дела белетристике у многим медијским продукцијама.

## Радња
Научник и проналазач из викторијанске Енглеске, кога приповедач идентификује једноставно као Путника кроз време, својим гостима на недељној вечери објашњава да је време четврта димензија и демонстрира стони модел машине за путовање кроз време. Он такође открива да је направио машину способну да носи особу кроз време. На вечери следеће недеље, уморни, рашчупани Путник тетура се у собу и препричава својим гостима шта је доживео приликом свог путовања у будућност.
Причу започиње тестирајући свој уређај. У почетку мисли да се ништа није догодило, али убрзо сазнаје да је отпутовао пет сати у будућност. Он наставља да иде напред и види како његова кућа нестаје и претвара се у бујну башту. Он схвата да је путовање кроз време могуће, а да његов времеплов ради. Путник се зауставља у 802.701. години нове ере, што је отприлике 800.806 година у будућности, где упознаје Елоие, друштво малих, елегантних хуманоида налик деци. Они живе у малим заједницама у великим и футуристичким зградама које полако пропадају и придржавају се дијете засноване на воћу. Његови напори да комуницира са њима омета њихов недостатак радозналости или дисциплине. Изгледају срећни и безбрижни, али се плаше мрака, посебно ноћи без месеца. Они не реагују на мистериозне ноћне нестанке, вероватно зато што их сама помисао на то плаши. Након што је истражио област око резиденције Елоиа, Путник стиже на врх брда са погледом на оно што је некада био Лондон и налази само рушевине некада импресивне метрополе. Он примећује да је будући свет миран и леп, али да му недостаје живост људског друштва. Он закључује да је цела планета постала нека врста баште, са мало трагова људског друштва или инжењеринга од стотина хиљада година раније, као и да је комунизам коначно постигнут. Он такође теоретише да интелигенција извире из нужности; без стварних изазова са којима се Елои суочавају, они су изгубили дух, интелигенцију и физичку спремност човечанства на свом врхунцу.
Враћајући се на место где је стигао, Путник је шокиран откривши да је његов времеплов нестао; неко га је одвукао у оближњу грађевину, налик на сфингу, са тешким вратима закључаним изнутра. Срећом по њега, времеплов не може да путује кроз време без својих полуга, које је уклонио пре него што га је напустио. Касније се сусреће са Морлоцима, мајмуноликим троглодитима који живе у тами под земљом и само ноћу излазе на површину. Закључујући да је ова друга раса сигурно узела његов времеплов, он истражује један од многих „бунара” који воде до настамби Морлока, где открива да они управљају машинама и индустријом који омогућавају надземни рај Елоиа. Пре него што је за длаку побегао из тунела, Путник такође посматра „мештане подземља” како једу чудно месо, које у почетку не може да идентификује. Путник кроз време схвата да Морлоци контролишу и хране се Елоима, што га доводи до ужасног открића. Схвата да будућност није тако мирна као што се на први поглед чинило. Он мења своју теорију, спекулишући да се људска раса разишла у две врсте: аристократе су постале интелектуално деградирани Елои, а њихове механичке слуге су постали брутални Морлоци који се плаше светлости.
У међувремену, он спасава Елои девојку по имену Вина од дављења, пошто нико од других Елоиа не обраћа пажњу на њену невољу, и њих двоје временом развијају привржени однос. Он води Вину са собом на експедицију у „Палату од зеленог порцелана”, удаљену грађевину за коју се испоставило да је напуштен музеј. Овде, Путник проналази свеже залихе шибица и прави сирово оружје против Морлока, против којих мора да се бори да би повратио свој времеплов. Планира да и Вину поведе у своје време. Он осећа дубоку везу са Вином и одлучан је да је спасе од ужаса будућег света. Пошто је дуг и напоран пут назад до Винине куће превише за њих, заустављају се у шуми да преноће. На крају их нападају Морлоци и Вина се онесвести. Путник бежи када мала ватра коју је оставио иза њих да одбије Морлоке прерасте у шумски пожар; Вина и Морлоци су изгубљени у ватри, а Путник је схрван због свог губитка.
Морлоци отварају Сфингу и користе времеплов као мамац да ухвате Путника, не схватајући да он може да га искористи да побегне. Он поново причвршћује полуге пре него што отпутује још даље у будућност, на отприлике 30 милиона година од свог времена. Тамо види нека од последњих живих бића на умирућој Земљи: црвенкаста створења налик на ракове како полако лутају крвавоцрвеним плажама јурећи огромне лептире, у свету прекривеном једноставном лихеноидном вегетацијом. Он наставља да путује напред кроз време, гледајући како Земљина ротација постепено престаје и Сунце постаје све веће, црвеније и слабије, а свет се смрзава и утихне док последња дегенерисана жива бића одумиру.
Пренеражен, Путник се враћа у своје време, стижући у лабораторију само три сата након што је првобитно отишао. Касно долази на своју вечеру, након чега, након што је јео, Путник прича о својим авантурама својим посетиоцима који му не верују, нудећи као доказ два чудна бела цвећа које му је Вина ставила у џеп.
Приповедач прича да се сутрадан вратио у Путникову кућу, затекао га како се спрема за још једно путовање и који му је обећао да ће се вратити за кратко време. Међутим, након три године чекања, приповедач наводи да се Путник није вратио са свог путовања. Судбина Путника кроз време остаје непозната, остављајући његову крајњу дестинацију мистеријом.

## Позадина
Велс је пре објављивања ове новеле већ разматрао појам путовања кроз време у приповеци под насловом „Хронични Аргонаути” (1888). Ово дело, објављено у његовим факултетским новинама, било је темељ за Времеплов.
Често је изјављивао да је размишљао да користи део овог материјала у серији чланака у новинама Pall Mall Gazette, али је на захтев В. Е. Хенлија, уредника листа National Observer, преправио „Хроничне Аргонауте” у серију од седам лабаво повезаних и фикционализованих есеја који су анонимно објављени у новинама између 17. марта и 23. јуна 1894. године. Серија никада није завршена пошто је Хенли напустио место уредника у новинама. На његово охрабрење, Велс је наставио да ради на причи, а крајем године када је Хенли добио место уредника часописа The New Review, организовао је да се прича тамо објави у серијализованом облику од јануара до маја 1895. године, за шта је Велсу плаћено 100 фунти. Издавачка кућа Henry Holt and Company објавила је прво издање књиге (вероватно припремљено из другог рукописа) 7. маја 1895; Heinemann је објавио енглеско издање 29. маја исте године. Ова два издања су различита текстуално и обично се наводе као „Холтов текст” и „Хајнеманов текст”, респективно. Скоро сва модерна издања репродукују Хајнеманов текст.
Прича одражава Велсове сопствене социјалистичке политичке ставове, његов поглед на живот и обиље, као и забринутост због индустријских односа. Такође је био под утицајем теорија Реја Ланкестера о друштвеној дегенерацији и делио је многе елементе са романом Врил Едварда Булвера Литона. Такође се сматра да Велсова Елои раса дели многе карактеристике са делима других енглеских социјалиста, пре свега са Вилијамом Морисом и његовим романом Вести ниоткуда (1890), у којем је новац приказан као небитан, а рад само као облик задовољства. Друга научнофантастична дела тог периода, укључујући роман Гледајући уназад: 2000–1887. Едварда Беламија и каснији филм Метрополис (1927), бавила су се сличним темама. У предговору Времеплову из 1931. године, Велс је написао да је текст „трајан колико и сигурносни бицикл са дијамантским обликом (најчешћи тип бицикла данас), који се појавио отприлике на датум првог објављивања”, и да је „уверен да ће га надживети”, потврђујући моћ своје књиге.
На основу Велсовог личног искуства и детињства, радничка класа је буквално проводила много времена под земљом. Његова породица би већину времена проводила у мрачној подрумској кухињи када није била заузета у очевој радњи. Касније је његова рођена мајка радила као домаћица у кући са тунелима испод, у којој су особље и послуга живели у подземним просторијама. Један медицински часопис објављен 1905. фокусирао се на ове стамбене просторије за слуге у слабо проветреним мрачним подрумима. У својим раним тинејџерским годинама, Велс је постао шегрт сукнара и морао је сатима да ради у подруму.
Ово дело је рани пример поджанра „умируће Земље”. Део новеле који Путника кроз време води у далеку будућност где је Сунце огромно и црвено такође поставља Времеплов у домен есхатологије.

## Избачени текст
Одељак из тринаестог поглавља серијала објављеног у листу New Review се не појављује ни у једном од издања књиге из 1895. године. Направљен је на предлог Велсовог уредника Вилијама Ернеста Хенлија, који је желео да се Велс „обавеже свом уреднику” тако што ће текст продужити, између осталог, илустрацијом „крајње дегенерације” човечанства. „Водила се мала борба,” касније се присећао Велс, „између писца и В. Е. Хенлија који је желео, како је рекао, да унесе мало 'писања' у причу. Али писац је одреаговао на такве ствари и Хенлијеве интерполације су поново избачене, а он је урадио шта је хтео својим текстом.” Овај део приче је објављен на другим местима у виду прича „Коначни људи” (1940) и „Сиви човек”. Избрисани текст објавио је и Форест Џ. Акерман у америчком издању Перија Родана.
Избачени текст говори о инциденту непосредно након што је Путник побегао од Морлока. Налази се у далекој будућности у мразу прекривеном мочваром са једноставним травама и црним жбуњем, насељеном крзненим биљоједима који скакућу налик на кенгуре. Он омами или убије једног каменом, а након детаљнијег испитивања схвата да су они вероватно потомци људи / Елои / Морлока. Приближава му се џиновски зглавкар налик стоноги и Путник бежи у следећи дан, откривајући да је створење очигледно појело малог хуманоида. Нека издања Времеплова су укључила овај сегмент.

## Анализа

### Подтекст имена
Име Елои је множина на хебрејском за Елохим, или мање богове, у Старом завету.
Велсов извор имена Морлок мање је јасан. Можда се односи на хананског бога Молоха повезаног са жртвовањем деце. Назив Морлок такође може бити повезан са молоцима – како неки рудари сами себе називају – или шкотска реч за смеће, или референца на заједницу Морлака у Далмацији.

### Симболи
Времеплов се може читати као симболичан роман. Сама временска машина се може посматрати као симбол, а у наративу постоји још неколико симбола, укључујући Сфингу, цвеће и ватру.
- Статуа Сфинге је место где Морлоци крију времеплов и позива се на Сфингу у причи о Едипу, која задаје загонетку коју он мора да реши пре него што прође.[30] Сфинга се појавила на насловној страни првог лондонског издања на Велсов захтев и била би позната његовим читаоцима.[28]
- Бело цвеће може да симболизује Винину оданост и невиност и да је у супротности са машинеријом времеплова.[30] Оно је једини доказ да је прича Путника кроз време истинита.
- Ватра симболизује цивилизацију: Путник кроз време је користи да се одбрани од Морлока, али она измиче његовој контроли и прераста у шумски пожар.[30]